# Bei uns Z'haus
Bei uns z'Haus  (Dalla nostra casa) op. 361, è un valzer di Johann Strauss figlio.

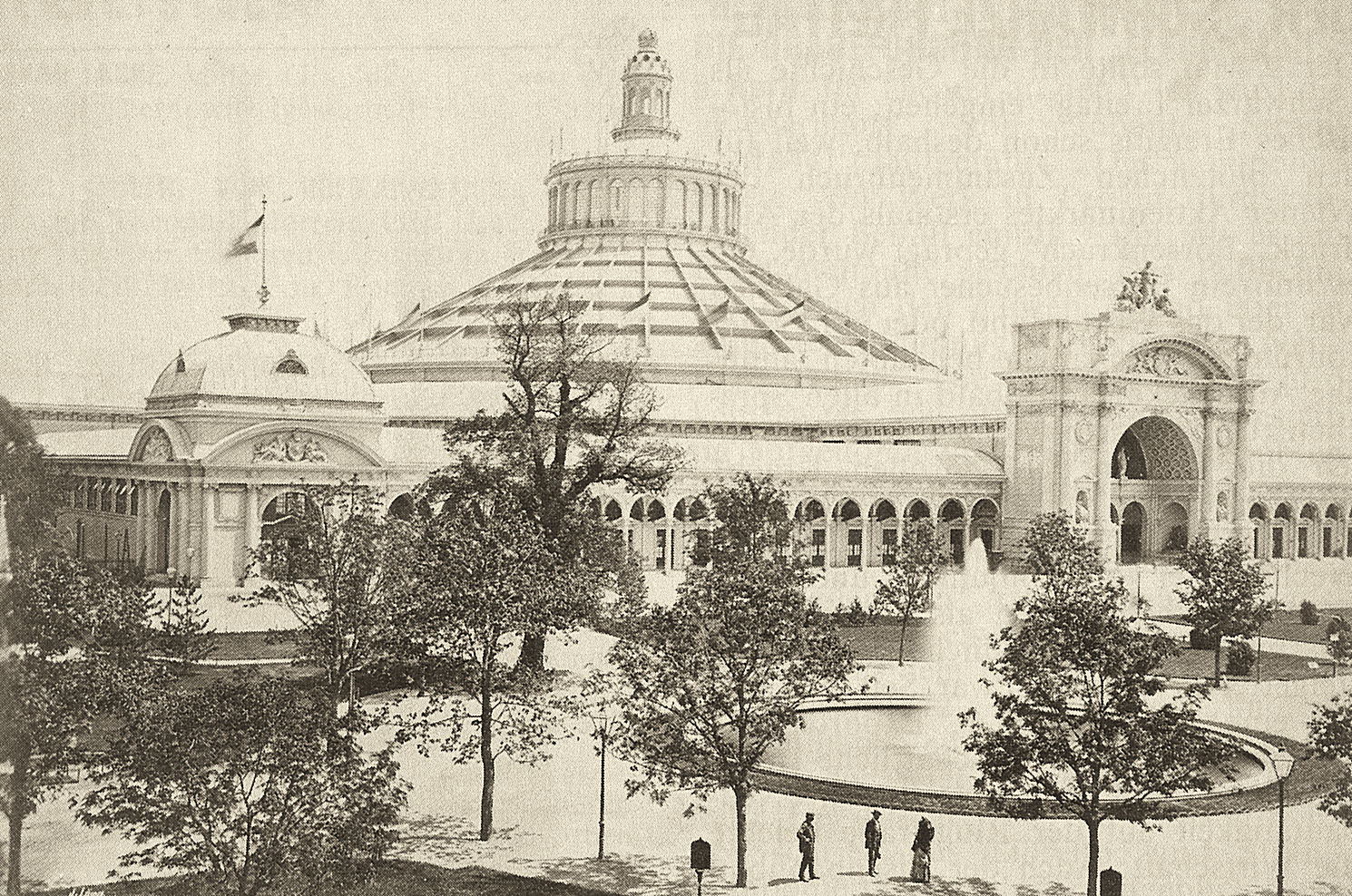
La Rotonda edificata al Prater di Vienna in occasione dell'Esposizione Universale del 1873.

Nell'estate del 1873 Vienna si trasformò letteralmente in una casa del mondo quando aprì le porte all'Esposizione universale.
L'orchestra Strauss, diretta da Eduard Strauss, era già impegnata in una serie di concerti fuori Austria e Johann Strauss in quel periodo si mise a capo dell'orchestra tedesca Langenbach con la quale si esibì durante il periodo dell'esposizione.
Fu con questa orchestra che Johann diresse la Wiener Mannergesangverein (Associazione corale maschile di Vienna) nella prima esecuzione del suo valzer per coro e orchestra, Bei uns z'Haus, il 6 agosto 1873 allo Schwender's' Neue Welt di Hietzing.
Il valzer, che Strauss dedicò alla principessa Maria Hohenlohe Schillingsfurst, fu ben accolto.
Il Wiener Abendpost commentò:
(Wiener Abendpost.)
Il testo della versione corale originale, scritto da Anton Langer, descriveva la vita quotidiana della società benestante austriaca.

valzer 1